# Leah Behn
Leah Isadora Behn (født 8. april 2005 på landstedet Bloksbjerg på Hankø ved Fredrikstad) er prinsesse Märtha Louise og Ari Behns anden og næstældste datter.
Leah Isadora Behn er dronning Sonja og kong Haralds tredje barnebarn og nummer seks i arvefølgen til den norske trone. Hun er ikke medlem af kongehuset, er ikke kongelig og har ingen titel.